# Саговник плосколистный
Саговник плосколистный (лат. Cycas platyphylla) — вечнозелёное древовидное растение рода Саговник.

## Описание
Стебли древовидные, 2—4 м высотой, 10-15 см диаметром в узком месте.
Листья тёмно-зелёные или серо-зелёные (голубые когда новые), очень глянцевые или полуглянцевые, длиной 55-111 см.
Пыльцевые шишки яйцевидные, оранжевые, длиной 15-20 см, 8-11 см диаметром. Мегаспорофилы 16-32 см длиной, коричнево-войлочные.
Семена плоские, яйцевидные, 30-40 мм длиной, 27-38 мм в ширину; саркотеста оранжево-коричневая, толщиной 3-4 мм.

## Распространение и экология
Эндемик Австралии (Квинсленд). Встречается на высоте от 400 до 750 метров над уровнем моря. Этот вид растёт в открытом травяном редколесье на мелких суглинистых почвах на каменистых склонах над кислыми промежуточными вулканическими субстратами.
Чрезмерный сбор С. platyphylla в дикой природе может стать проблемой в будущем.

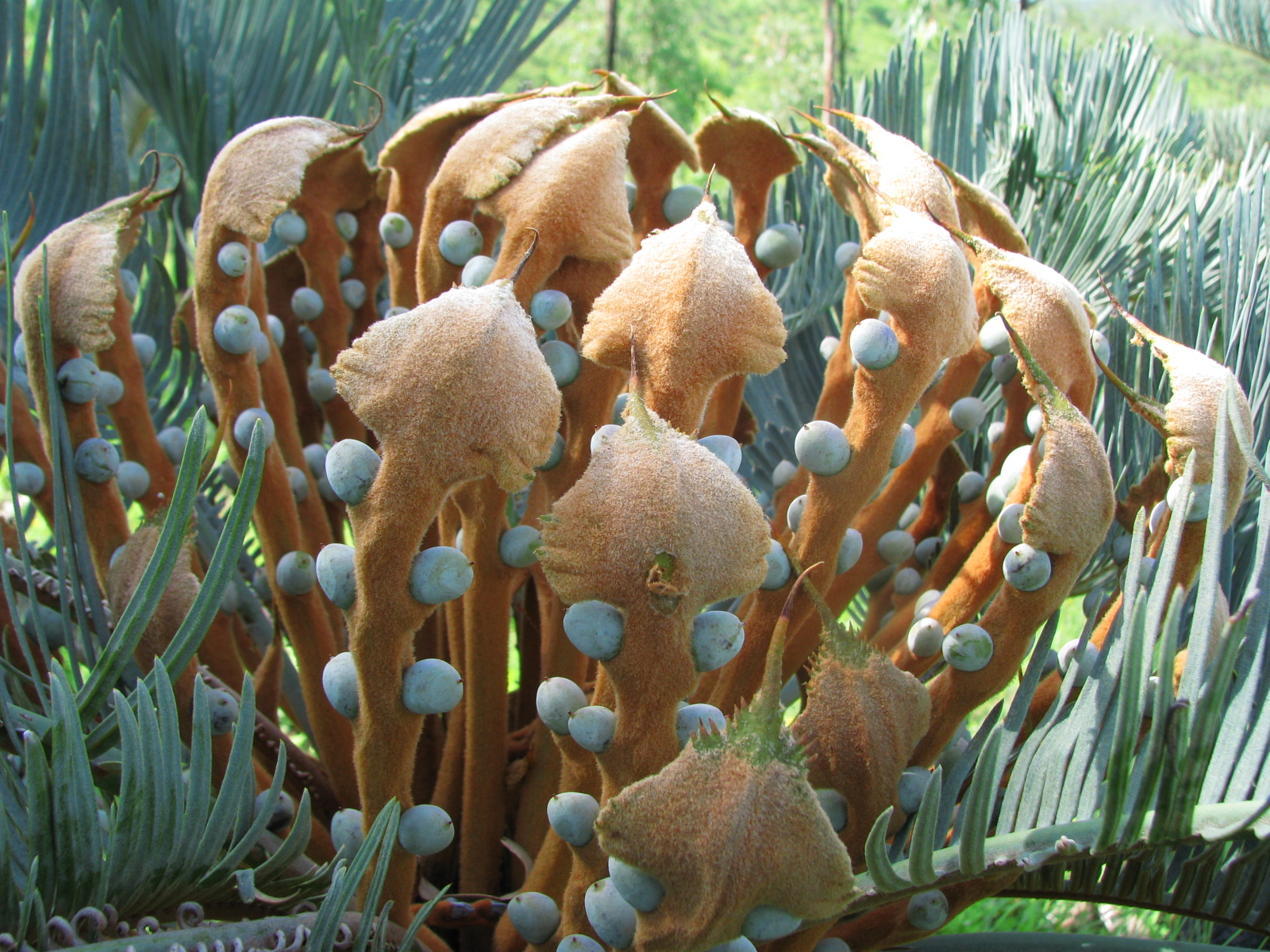
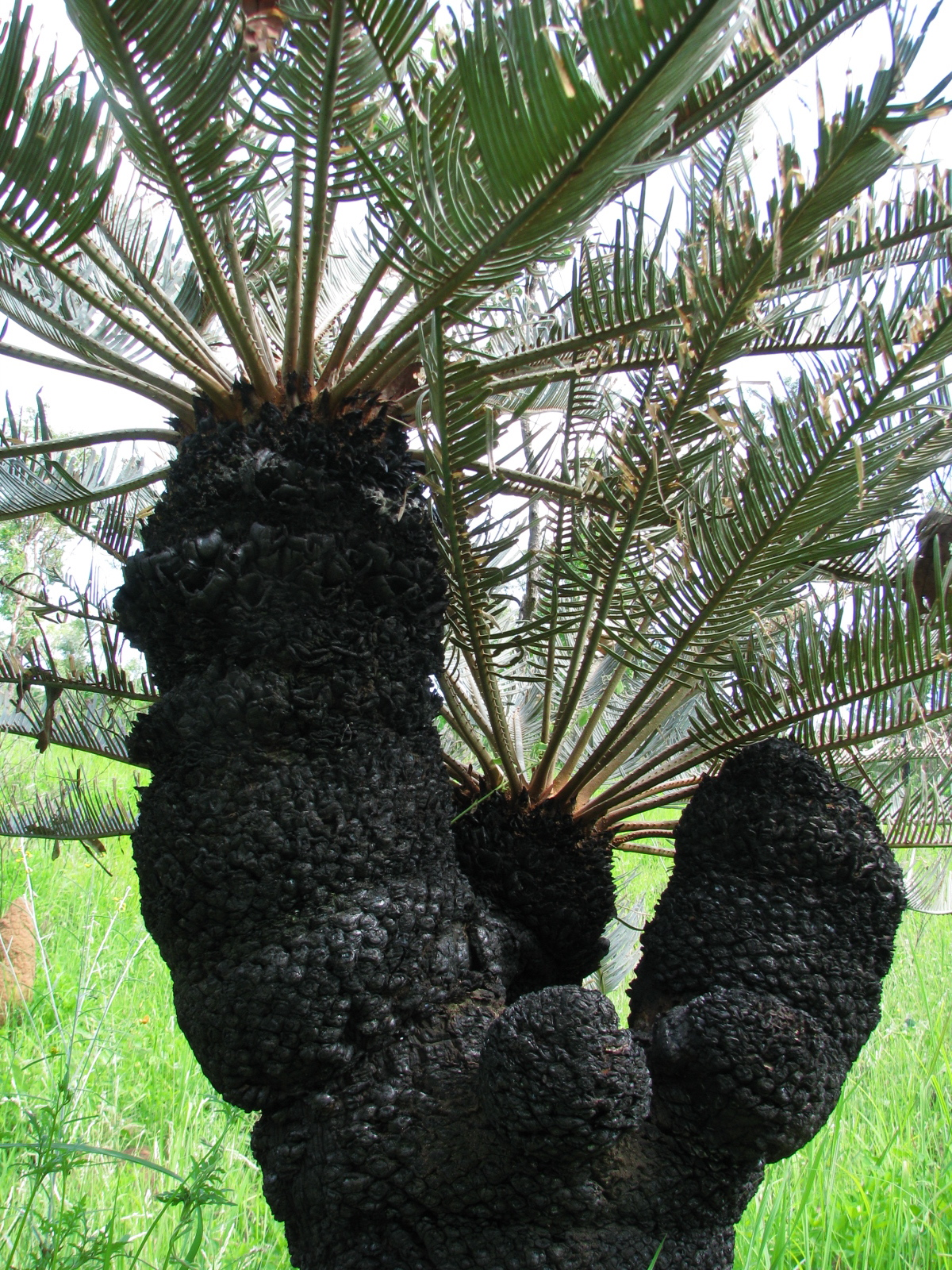
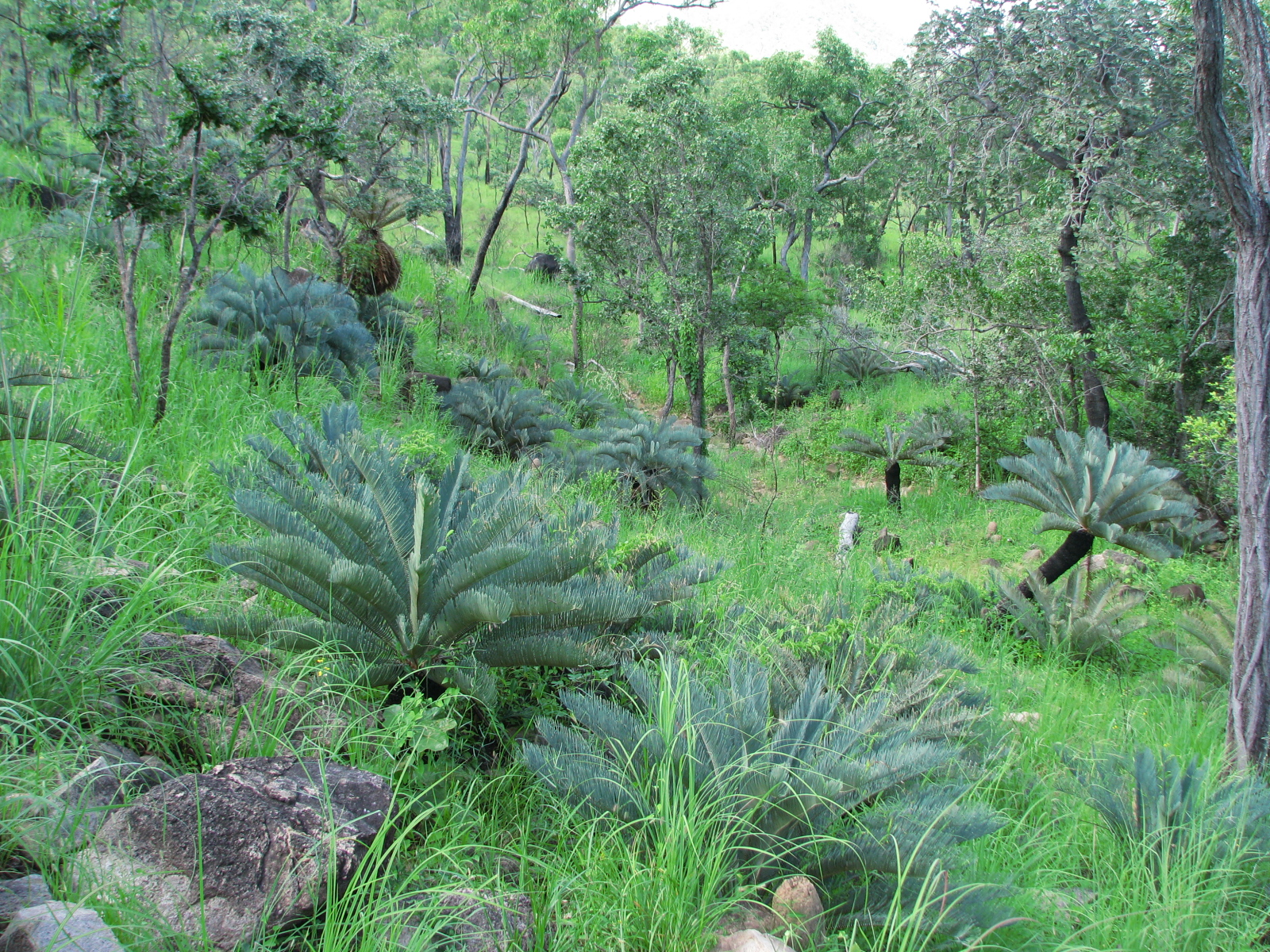
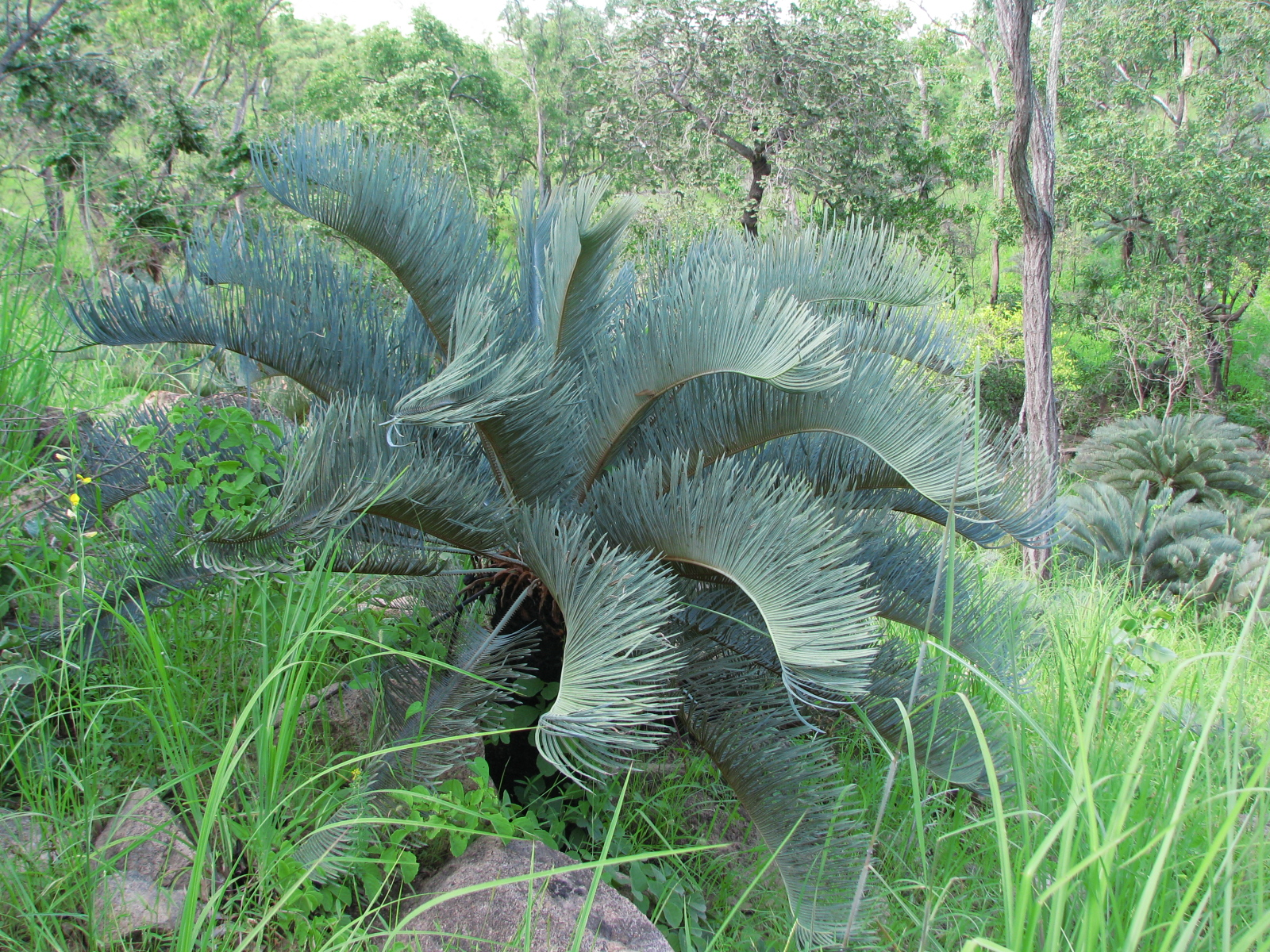
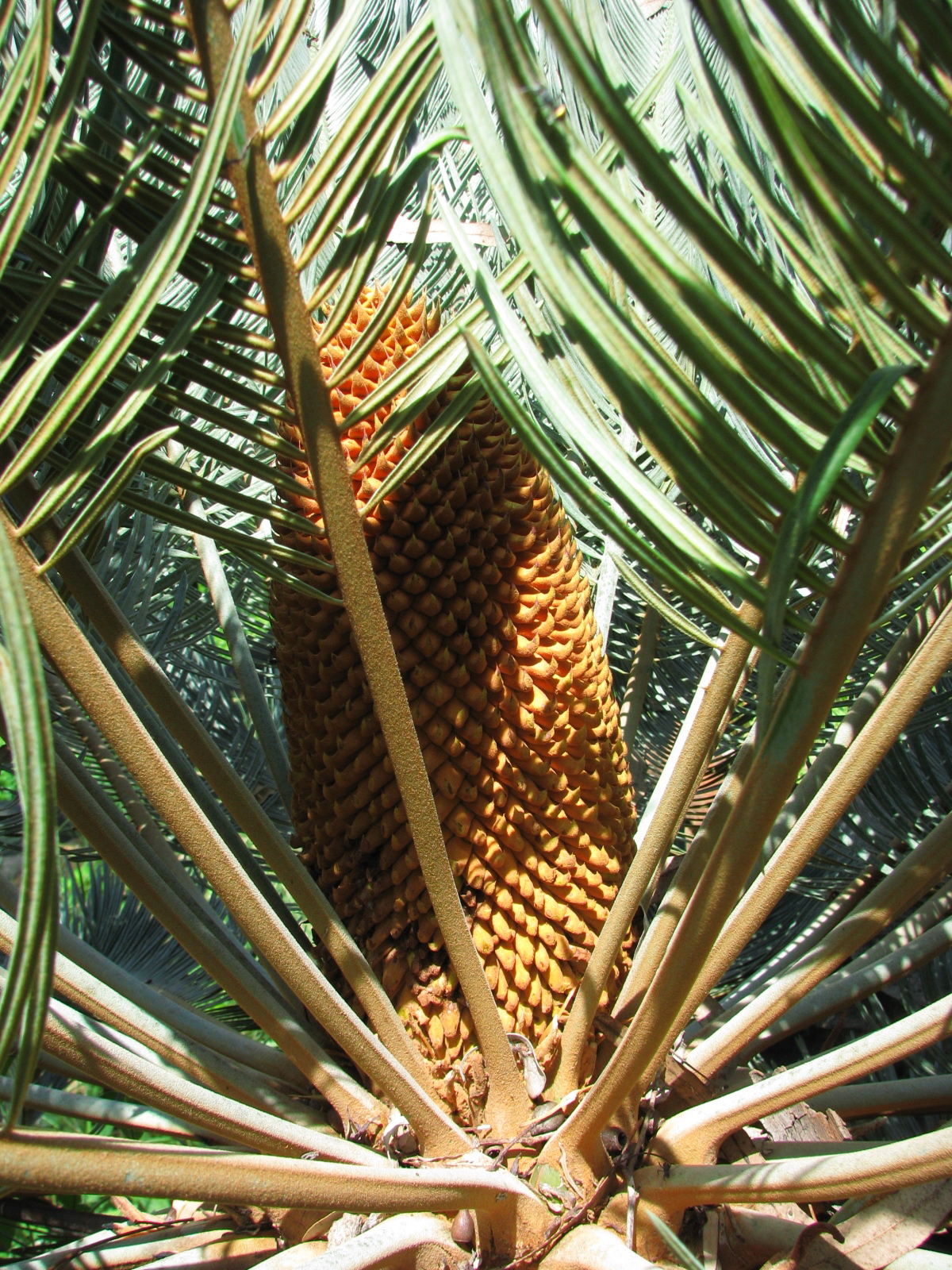